# 三津原庸介
三津原 庸介（みつはら ようすけ、1976年2月5日 - ）は、日本の実業家。日本調剤代表取締役社長、同社子会社の日本ジェネリック代表取締役会長、関連会社のメディカルリソース取締役会長。元関連会社長生堂製薬代表取締役会長。

## 人物・経歴
北海道札幌市出身。父は日本調剤創業者の三津原博。桐蔭学園高等学校を経て、1999年一橋大学商学部経営学科卒業。在学中は会計学の伊藤邦雄ゼミに所属。セコマの赤尾洋昭はゼミの同期で親しい。大学卒業後日本調剤に入社。2001年日本調剤経営企画部長。2005年日本ジェネリック取締役。
2006年日本調剤営業推進部長、メディカルリソース取締役。2007年早稲田大学大学院ファイナンス研究科修了、ファイナンス修士（専門職）。同年日本調剤取締役営業推進部長。2008年明治薬科大学客員教授。2010年ファーマベネフィット代表取締役。2013年日本医薬総合研究所取締役。2014年日本調剤取締役、国際医療福祉大学大学院客員准教授。
管理体制の整備などにあたり、2015年日本調剤常務取締役に就任。2017年日本調剤専務取締役。2018年ジョンズ・ホプキンス大学公衆衛生大学院MPHプログラム入学。2019年日本調剤代表取締役社長 及び、日本ジェネリック代表取締役社長、メディカルリソース代表取締役社長、日本医薬総合研究所代表取締役社長、長生堂製薬代表取締役会長。
2021年5月ジョンズ・ホプキンス大学公衆衛生大学院修了（MPH,公衆衛生学修士）、2021年6月メディカルリソース取締役会長。2022年6月日本ジェネリック代表取締役会長、日本医薬総合研究所取締役会長。